# Songs for Japan
Songs for Japan (Песни за Япония) е благотворителен албум, направен за цунамито в Япония през 2011 г.

## Списък на песните[1]
1. Джон Ленън – Imagine
2. U2 – Walk On
3. Боб Дилън – Shelter from the Storm
4. Ред Хот Чили Пепърс – Around the World
5. Лейди Гага – Born This Way
6. Бионсе – Irreplaceable
7. Бруно Марс – Talking to the Moon
8. Кейти Пери – Firework
9. Риана – Only Girl (In the World)
10. Джъстин Тимбърлейк – Like I Love You
11. Мадона – Miles Away
12. Давид Гета – When Love Takes Over (с участието на Кели Роуланд)1
13. Еминем – Love The Way You Lie (с участието на Риана)
14. Брус Спрингстийн – Human Touch
15. Джош Гробан – Awake
16. Кейт Ърбан – Better Life
17. The Black Eyed Peas – One Tribe
18. Пинк – Sober
19. Сий Ло Грийн – It's OK
20. Лейди Антебелум – I Run to You
21. Бон Джоуви – What Do You Got?
22. Foo Fighters – My Hero
23. R.E.M. – Man on the Moon
24. Ники Минаж – Save Me
25. Шаде – By Your Side
26. Мичел Бубле – Hold On
27. Джъстин Бийбър – Pray
28. Адел – Make You Feel My Love
29. Ения – If I Could Be Where You Are
30. Елтън Джон – Don't Let the Sun Go Down on Me
31. Джон Мейър – Waiting on the World to Change
32. Куийн – Teo Torriatte (Let Us Cling Together)
33. Кингс ъф Лиън – Use Somebody
34. Стинг – Fragile
35. Леона Луис – Better in Time
36. Ни Йо – One in a Million
37. Шакира – Whenever, Wherever
38. Нора Джоунс – Sunrise

1 Само в iTunes

## Позиции в музикалните класации
| Държава                        | Класация |
| ------------------------------ | -------- |
| Канада (Canadian Albums Chart) | 3        |
| САЩ (Billboard Hot 200)        | 6        |